# Емилио Аскарага Жан
Емилио Фернандо Аскарага Жан (на испански: Emilio Fernando Azcárraga Jean) е мексикански бизнесмен, понастоящем председател на Борда на директорите на Телевиса.

## Семейство
Емилио Аскарага Жан е син на Емилио Аскарага Милмо и третата му съпруга Надин Жан и внук на основателя на компания Телевиса Емилио Аскарага Видаурета. Той има три сестри: Алесандра, Ариана и Карла. Първата му съпруга, Алехандра де Сима Алдрете, от ранна възраст е жертва на рак, който е преодолян, създава фондация „Cima“. Те се развеждат през 2002 г. На 28 февруари 2004 г. Емилио Аскарага Жан се жени за Шарън Фастлихт Куриан, от която има три деца: Емилио Даниел, Хана и Маурисио.

## Дейности
През 1997 г., когато е на 29-годишна възраст, Емилио Аскарага Жан става президент на компания Телевиса, след като баща му умира. На 24 март 1997 г. той е назначен за председател на Ибероамериканска телекомуникационна организация (OTI), след смъртта на Гилермо Каниедо де ла Барсена, основател на тази организация. През 2011 г. списание Форбс обявава Емилио Аскарага за един от най-богатите латиноамерикански предприемачи, с богатство от над 2 милиарда долара.
Компанията на Аскарага е десета по доход. Останалите девет са: Уолт Дисни Къмпани, Ен Би Си, Уорнърмедия (собственик на CNN и TNT), Туенти фърст сенчъри Фокс, ViacomCBS (MTV, Nickelodeon), Дискавъри (всички от САЩ), RTL (европейски мрежи) и японската Fuji.
На 22 октомври 2017 г. Телевиса съобщава, че Емилио Аскарага Жан ще престане да бъде главен изпълнителен директор на компанията. В изявление обаче компанията уточнява, че Аскарага ще продължи да бъде председател на Борда на директорите и „ще продължи да ръководи развитието на дългосрочната стратегия на компанията, заемайки позицията на изпълнителен председател на Борда на директорите. По същия начин г-н Аскарага ще продължи да носи пряка отговорност за футболното подразделение на Група Телевиса, включително отбора на Америка, както и фондацията Телевиса. Тези промени влизат в сила от 1 януари 2018 г.“